# Abbaye de Hore
Pour les articles homonymes, voir Hore.
L’abbaye de Hore (en irlandais : Mainistir Chaisil ou Mainistir Chaisil) était une abbaye cistercienne située à peu de distance de l'actuelle ville de Cashel, en Irlande.
C'est la dernière abbaye cistercienne médiévale à être fondée, en 1272, après quoi les fondations cisterciennes suivantes ne se produisent qu'au XIXe siècle. Sa fondation est très politique et liée au fort sentiment antibritannique de l'archevêque David Mac Cerbaill (en). Mais l'abbaye qu'il a fondée ne connaît pas de prospérité ni spirituelle ni financière.

## Localisation et toponymie

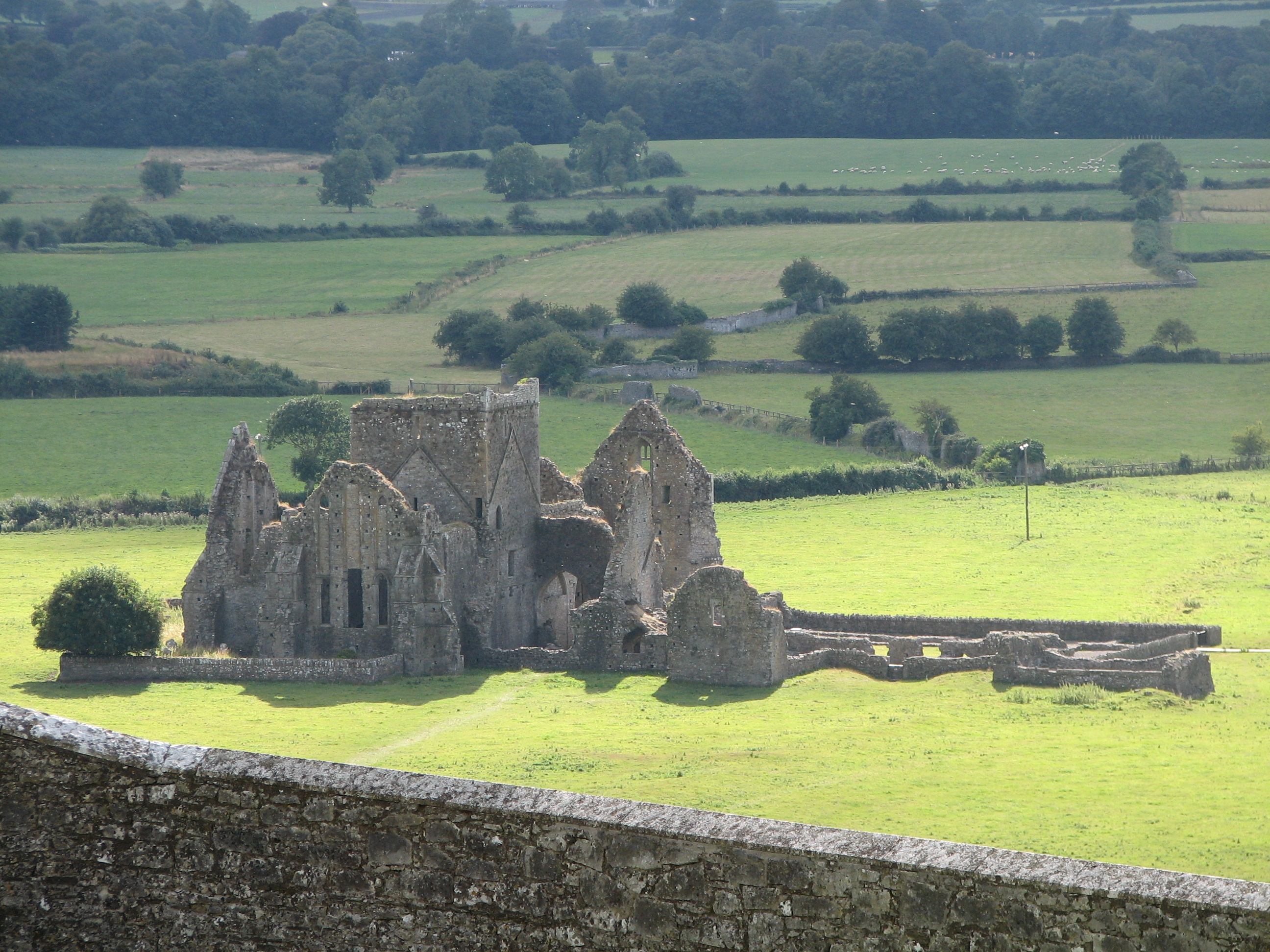
Le site de l'abbaye de Hore vu depuis le Rock of Cashel.

L'abbaye de Hore est située à peu de distance à l'ouest de la ville de Cashel et du rocher qui la domine. Elle est placée du côté sud d'un petit ruisseau affluent de la Suir.
Le nom latin de l'abbaye, Rupes Casseliae, est une allusion explicite au rocher de Cashel. Le nom anglais de Hore est une déformation du gaélique iubhair, ce qui signifie « if ».
Enfin, le nom An Mainistir Liath, soit « abbaye grise », est probablement un sobriquet donné par les habitants en rapport avec la couleur de la coule cistercienne

## Histoire

### Fondation

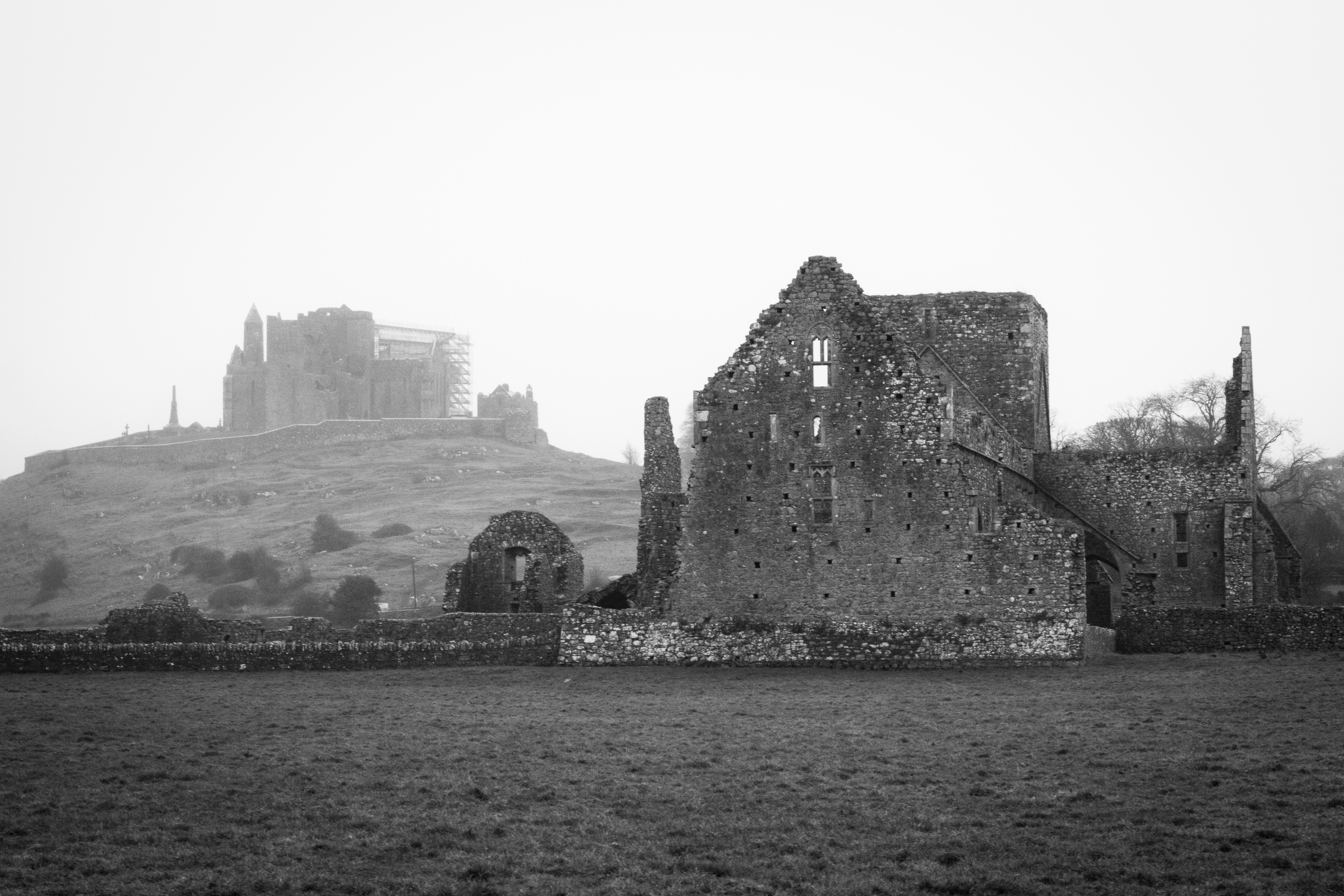
L'abbaye de Hore, avec le rocher de Cashel au second plan.

L'abbaye est fondée en 1272 par David Mac Cerbaill (en), archevêque de Cashel (en), lui-même ancien moine cistercien et désireux de redonner de la vigueur à l'ordre en perte d'influence et de popularité. Son action est peut-être également motivée par un sentiment national fort, Mac Cerbaill étant notoirement pro-Irlandais et peu favorable aux Anglais.
Le monastère n'est en outre pas fondé ex nihilo, ayant hérité des terres et revenus d'une abbaye bénédictine antérieure fondée, suivant les sources, à la fin du XIIe siècle ou en 1266,.
En revanche, les bâtiments eux-mêmes sont une création des cisterciens, qui viennent de Mellifont. Margaret le Blunde, d'origine anglaise et hostile à l'archevêque, qualifie en 1279 les moines de « voyous qui pillent la région et tuent des Anglais ». La construction d'une église définitive en pierre démarre dès l'arrivée des cisterciens et s'étend ensuite sur trois décennies.

### Moyen Âge

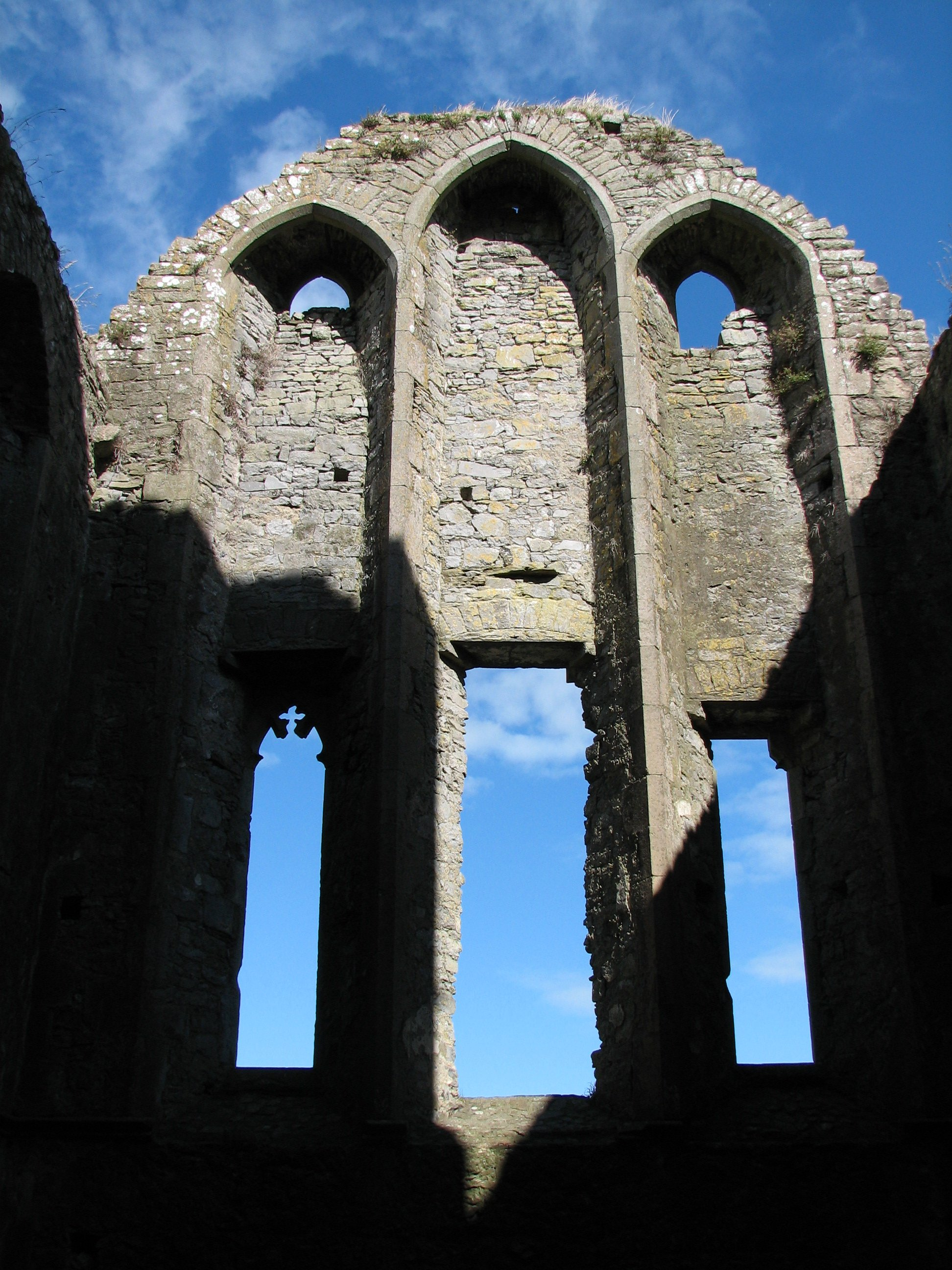
Les lancettes du chevet murées au XVe siècle.

Les propriétés de l'abbaye s'étendent sur quatre cents acres, soit un peu plus de cent soixante hectares. Elle avait également droit à « une mesure de bière » annuelle sur chaque brasserie de la ville de Cashel.
Malgré cette dotation, l'abbaye de Hore n'est pas prospère, ni sur le plan spirituel ni sur le plan temporel. Sa communauté ne compte que cinq membres à l'époque de la dissolution ; et le revenu annuel de l'abbaye n'est alors que de vingt-et-une livres. Dès avant la dissolution, l'abbatiale est utilisée comme église paroissiale.
Au XVe siècle, de nombreux travaux sont menés. Entre autres, une partie des lancettes du chevet est murée, la moitié de la nef également, et une tour-clocher est bâtie sur la croisée du transept. Il est possible que les logements aménagés après la dissolution dans la nef l'aient été dès cette période,,.

### Dissolution
Au moment de la dissolution, l'abbé se nomme Patrick Stackpool. Lui et un autre moine sont les seuls à recevoir une compensation financière pour la fermeture de l'abbaye. Les commissaires décident de conserver la fonction paroissiale de l'église, réduite au chœur et à la croisée du transept, et nomment trois moines en tant que vicaires à cette fonction. Le reste de l'abbaye est attribué à Edward Heffernan, qui transforme les bâtiments en habitations. Une résidence est ainsi formée autour de la salle capitulaire, d'autres dans le transept méridional et la nef,.
Par la suite, la propriété des bâtiments échoit successivement à Henry Radclyffe, à James Butler, à Thomas Sinclair, enfin au comte de Mount-Cashel (en).

## Architecture

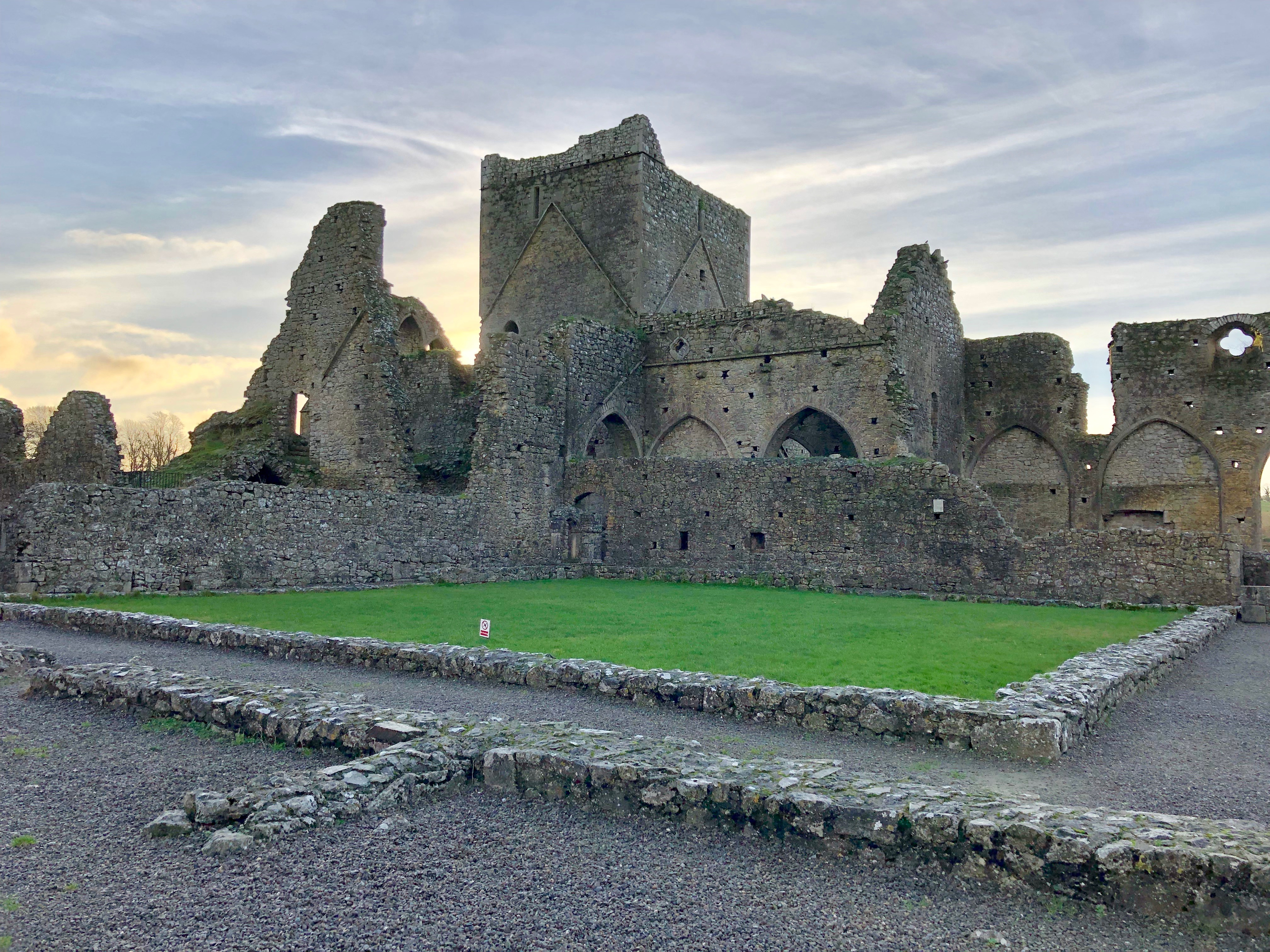
Le cloître arasé jusqu'aux fondations.

L'abbaye est relativement bien conservée, ce qui offre un aperçu de son organisation spatiale. Elle offrait entre autres une particularité unique chez les cisterciens d'Irlande, celle d'un cloître placé du côté nord de l'abbatiale.

### Église abbatiale
L'église abbatiale était initialement en forme de croix latine, avec des chapelles latérales encadrant le chœur et donnant sur le transept. Elle offrait une décoration très sobre, selon les principes de l'art cistercien. Les seules sculptures visibles sur les chapiteaux représentaient des motifs végétaux,.
Une piscine est située dans le chœur, comprenant deux bassins à quatre feuilles et huit feuilles.

L'abbatiale de Hore
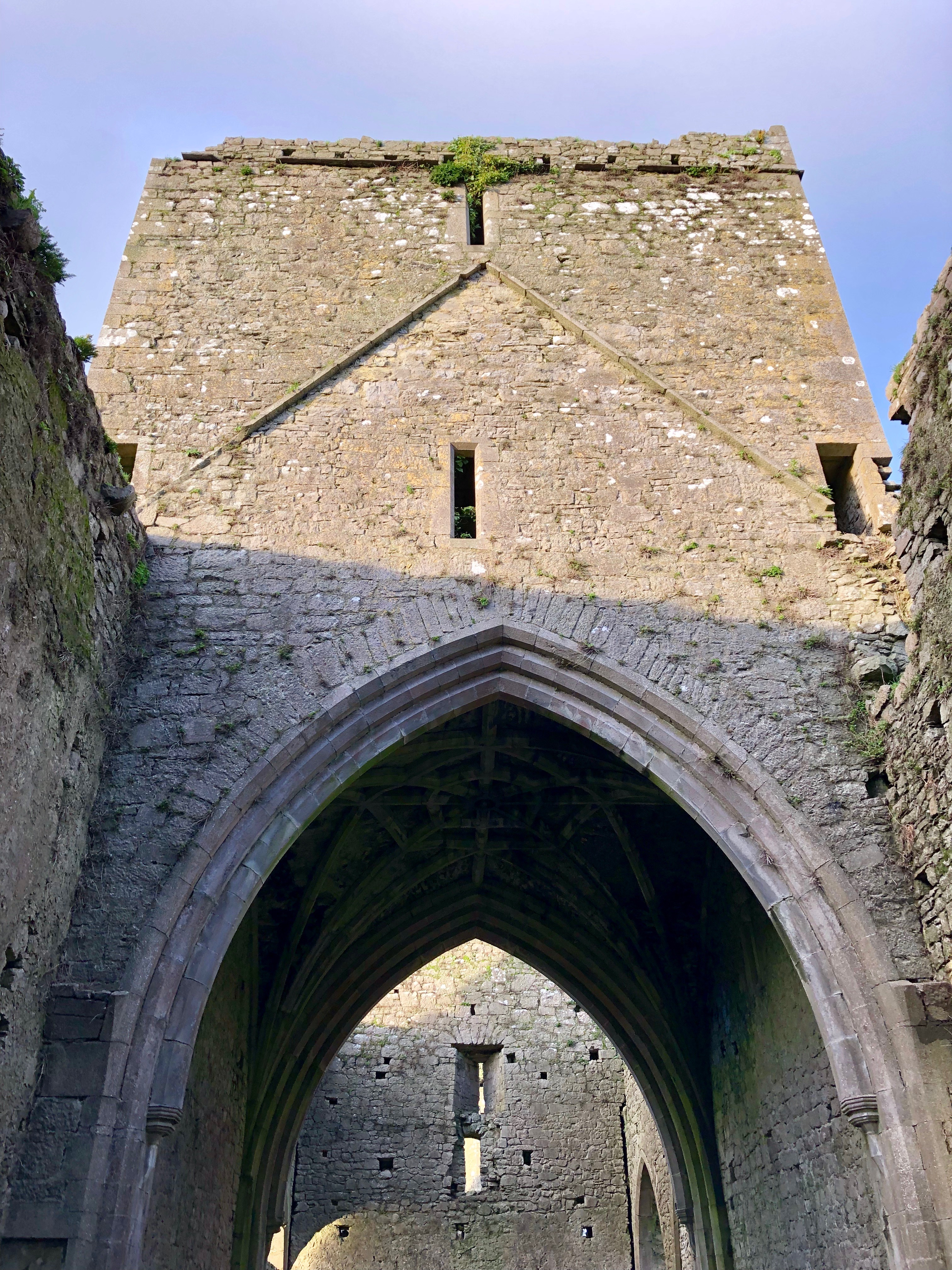
La tour-clocher du XVe siècle.
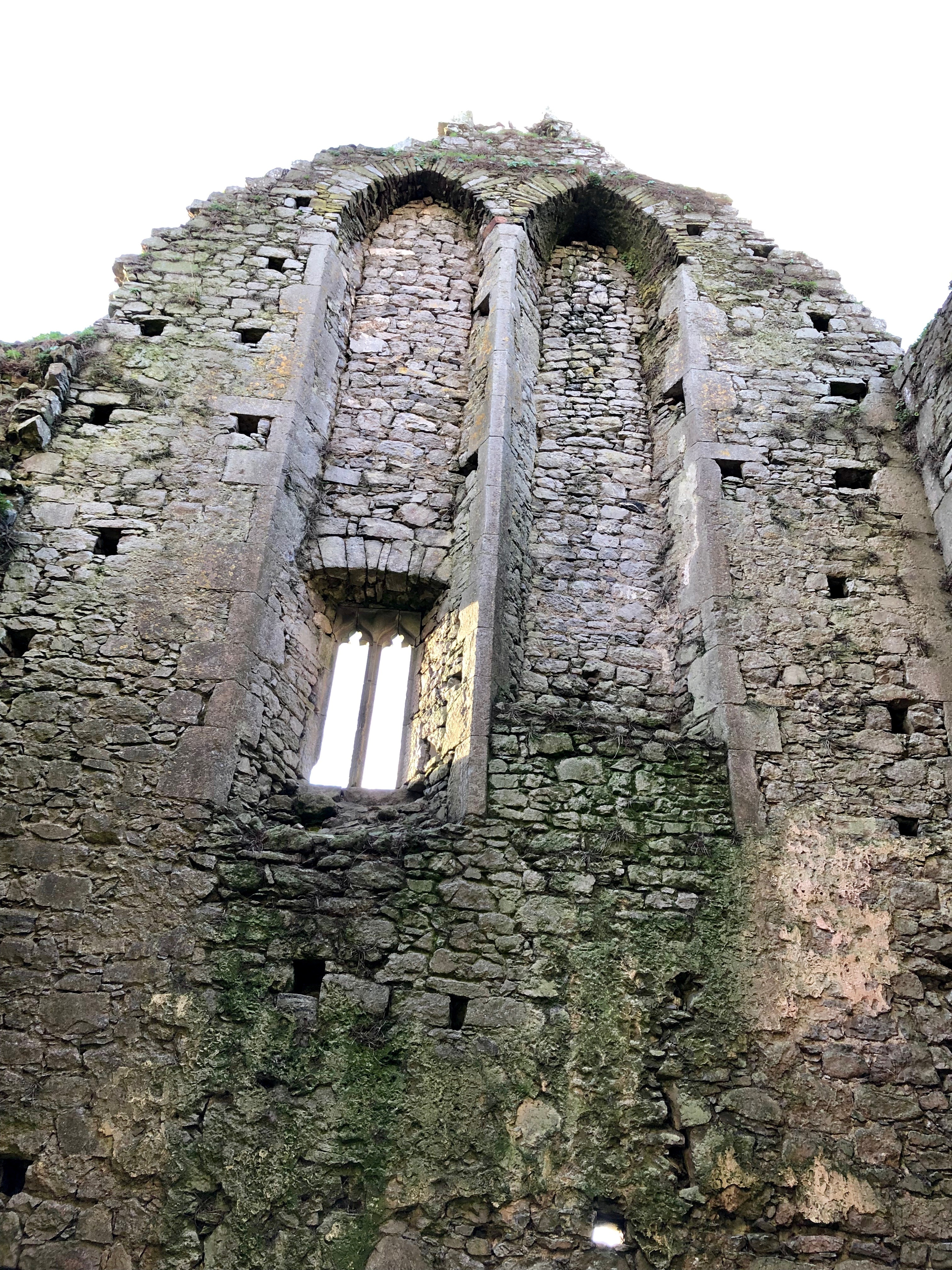
D'autres fenêtres murées au XVe siècle.
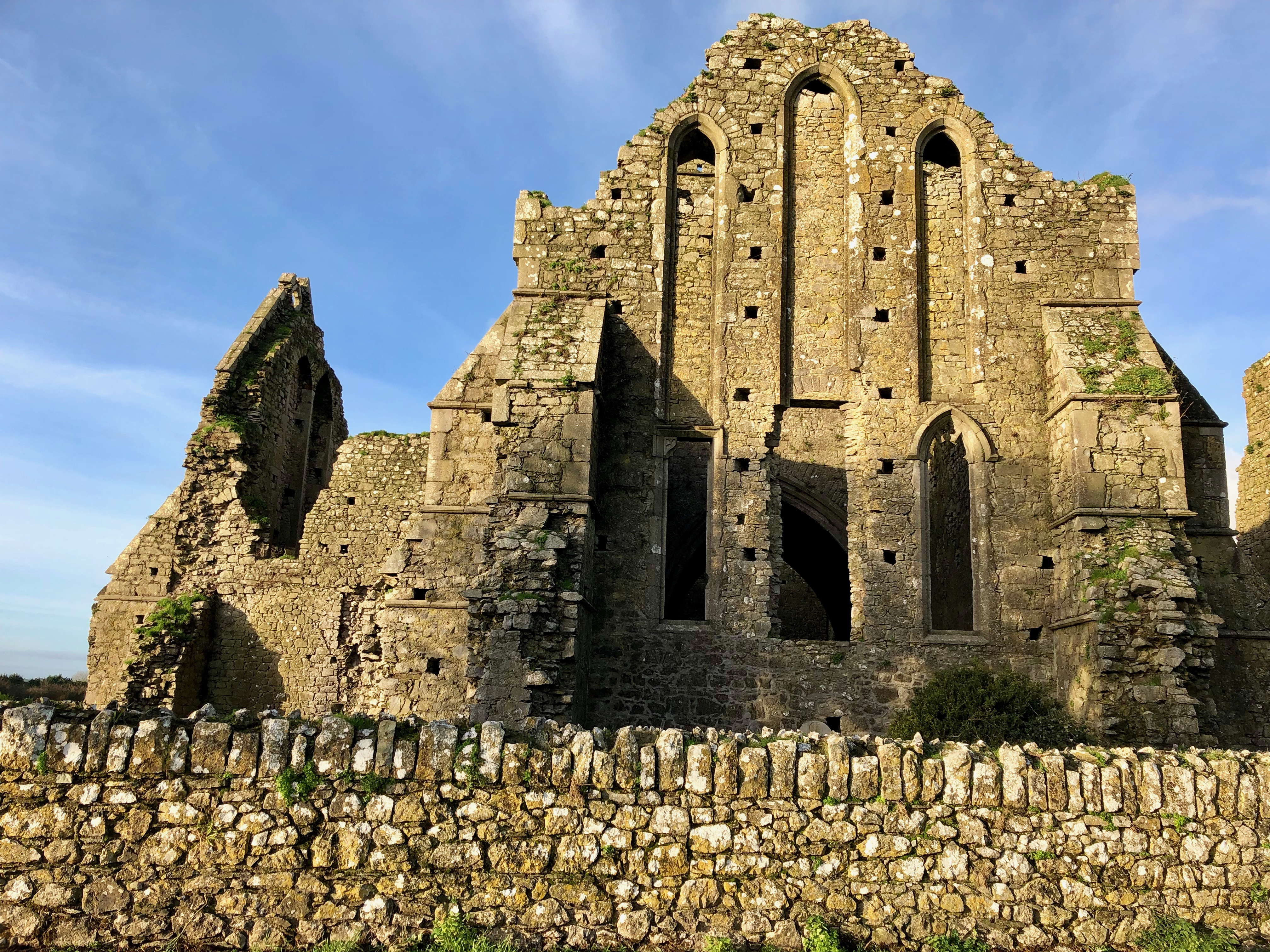
Le chevet vu de l'extérieur.
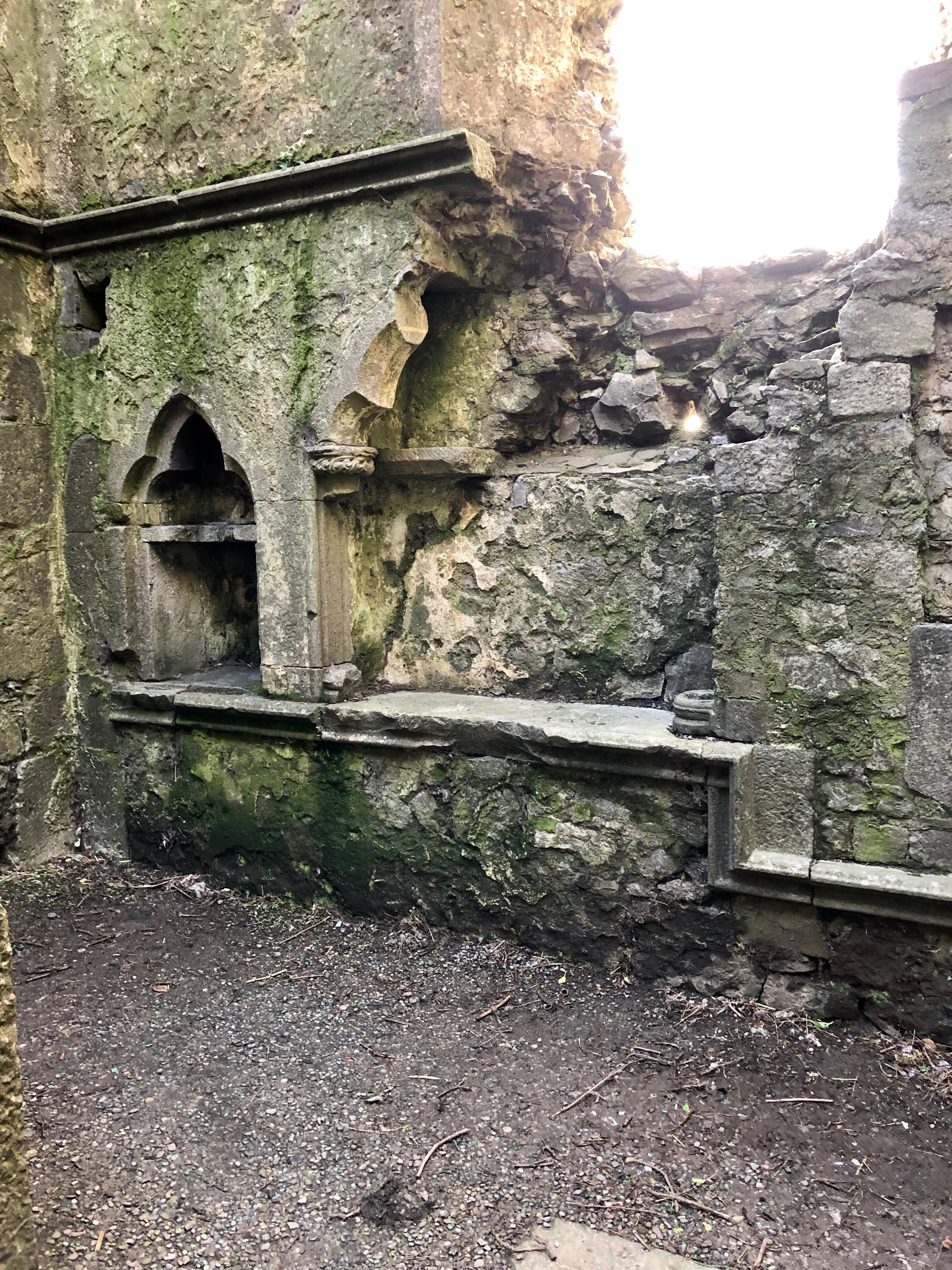
La piscine située dans la niche de droite.
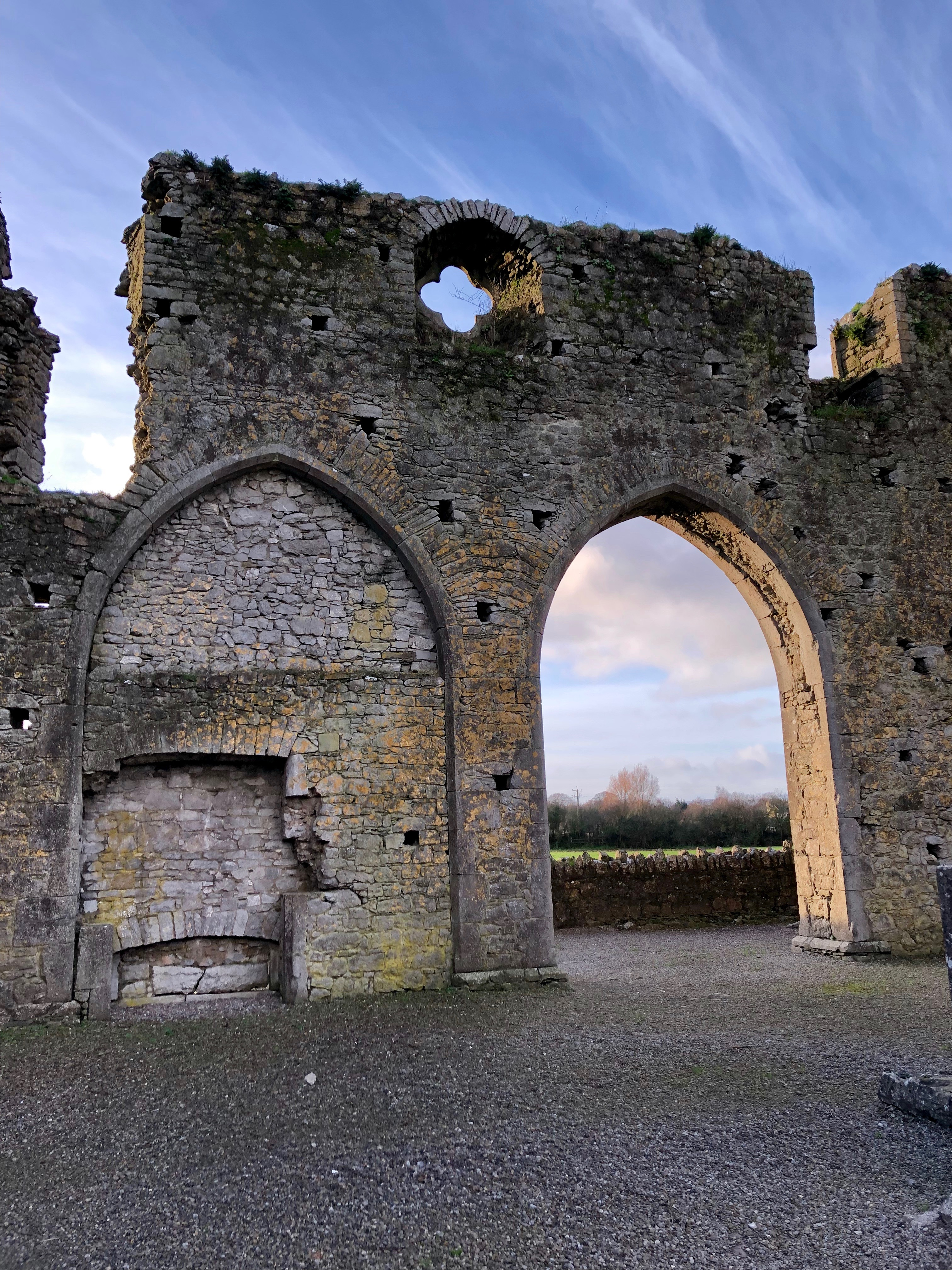
Une arche de la nef murée lors de sa transformation en habitation